# Ва'а

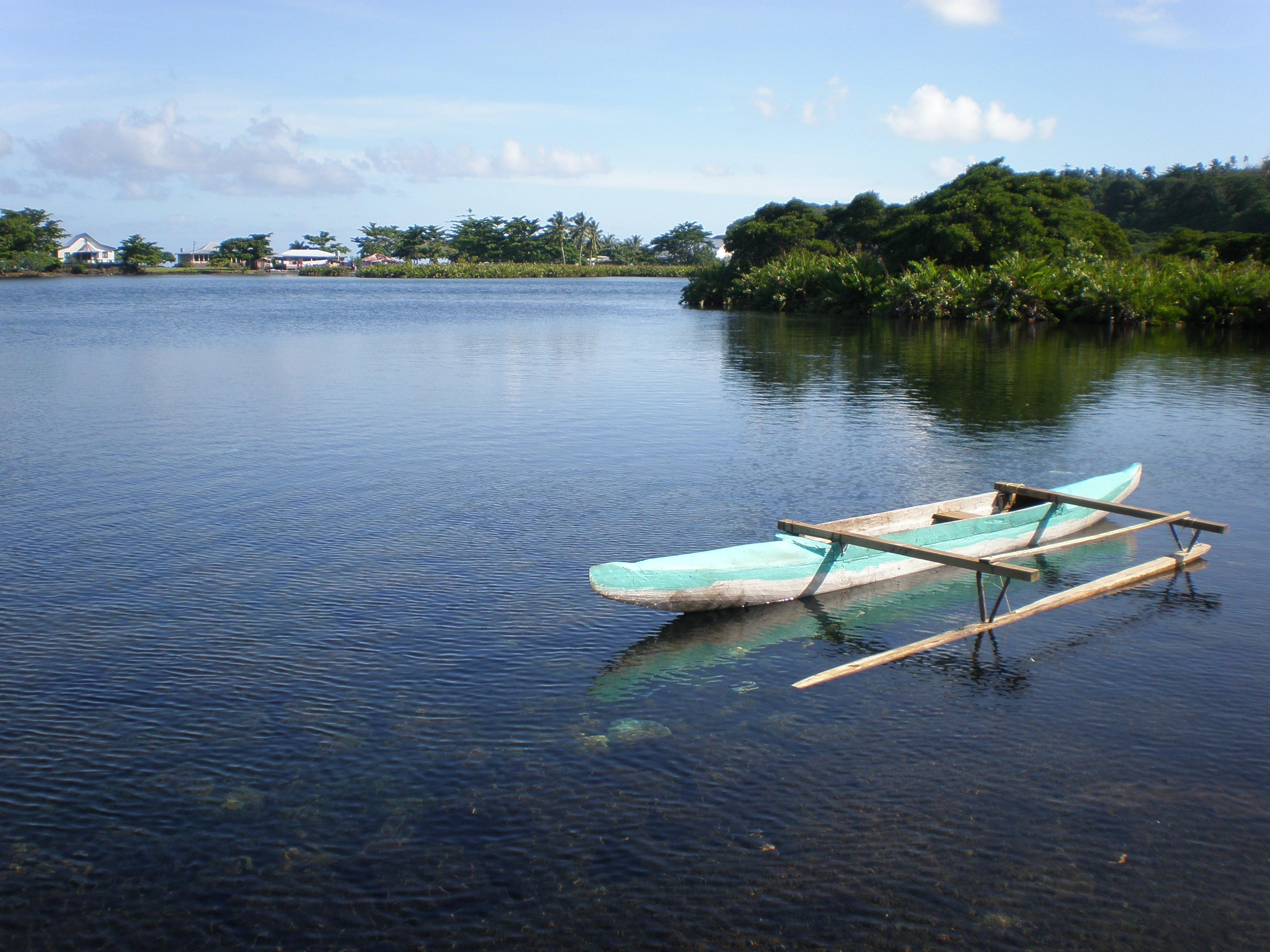
Типовий Ваʻа з аутригерами для риболовлі, острів Саваї, Самоа.

Ва'а — термін що означає «човен», «каное» або «корабель» на самоанській, гавайській і таїтянській мовах. Більші за розмірами традиційні морські човни для далеких подорожей називаються «ва'а теле» (vaʻa tele — великий корабель). На Самоа для більших суден також використовується термін «алія». Менші ва'а, які використовуються для риболовлі, зазвичай мають аутригер, прикріплений до основного корпусу для стабільності. Ця аутригерна частина каное різними полінезійськими мовами називається «ама».
Слово ва'а є спорідненим з іншими полінезійськими словами, такими як слово маорі «вака». Цей термін також використовується для позначення виду спорту з перегонів на каное з аутригерами. Завдяки додатковій стабільності, створеній системою аутригерів, перегони на модифікованій версії каное ва'а були включені як новий спорт до Паралімпійських ігор з 2020 року.

## Видиваʻа

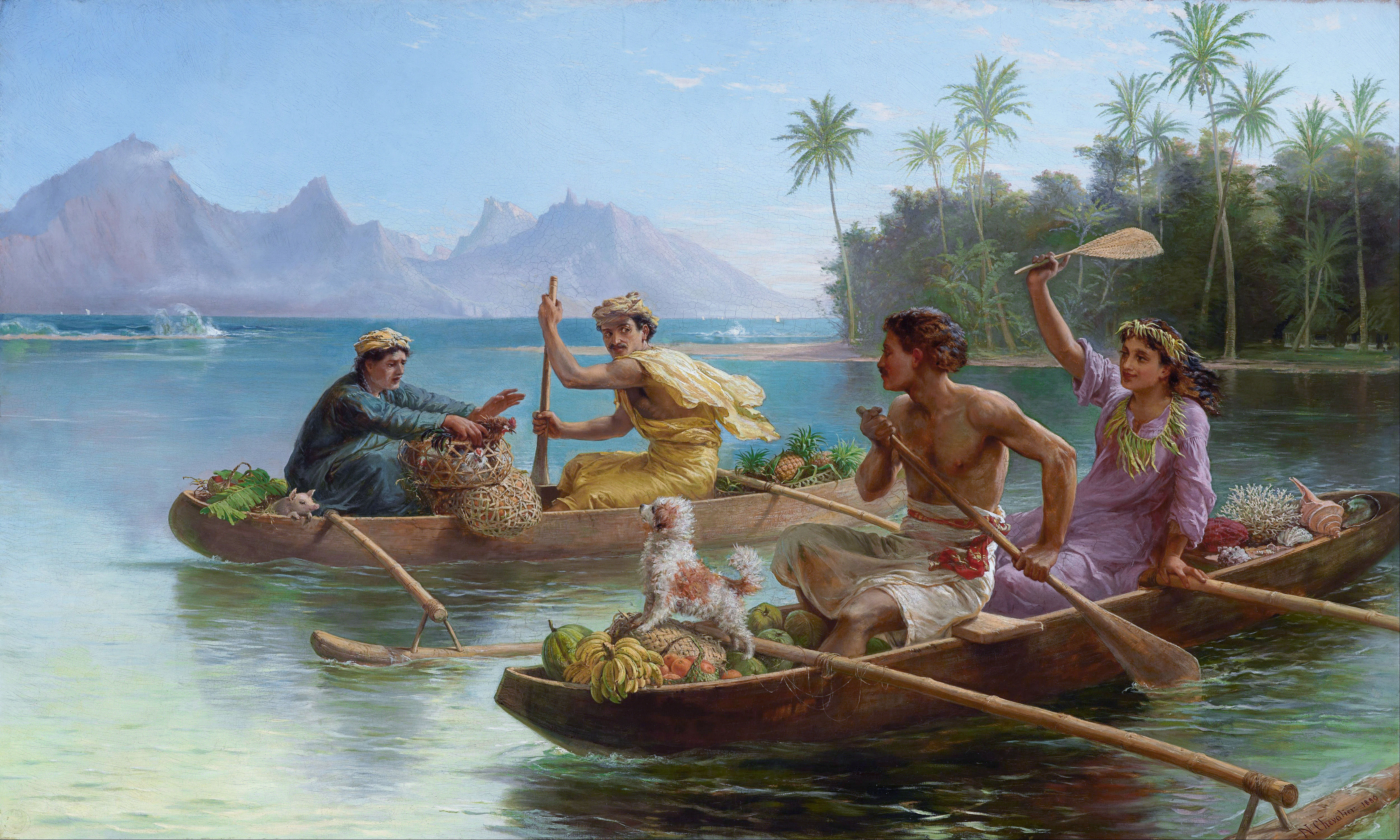
Поїздка на ринок. Таїті. Картина Ніколаса Шевальє

### Самоа

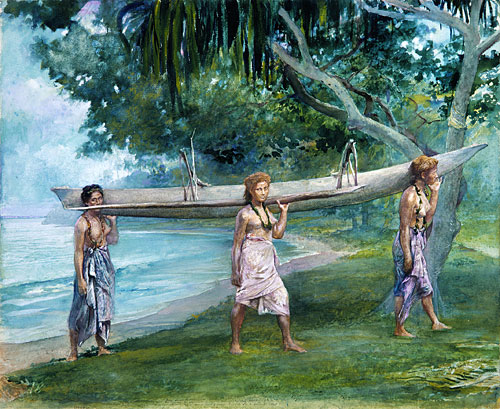
Дівчата, які несуть ваʻа у Вайалі, Самоа. Картина Джона Ла Фаржа, (1891)

Самоанці мають чотири види каное, менші рибальські судна або більші океанські va'a-tele або ʻalia, які сьогодні майже не використовуються;
- paopao — каное з єдиною опорою, зроблене з однієї колоди;
- vaʻa-alo Невелике рибальське каное.
- великі одномісні каное, які відповідно називалися la'au lima (п'ятір'яні), або шести- або семибаринні, залежно від обставин, були каное різної довжини від тридцяти, п'ятдесяти, шістдесяти і навіть сімдесяти футів, залежно від потреби. Вони були врівноважені аутригерами, міцно прив'язаними до каное з лівого боку на відстані трьох футів, якщо вони призначені для тяги, але п'яти або шести футів, якщо це потрібно для плавання. Одномісні каное мають легкий вигляд, ніс і корма злегка вигнуті вгору, так що лише пазуха або центральна частина незавантаженого каное спирається на воду.
- ʻalia. Самоанське подвійне каное, va'a-tele (велике каное), було набагато більшим і складалося з двох каное, одне довше за інше, скріплених між собою поперечними перекладинами посередині, і з солом'яним навісом або каютою, побудованою на палубі. що виступає над кормою, а не в міделі, як у каное Тонга. Воно було набагато більшим за це каное, але важчим у ньому було керувати, але могло перевозити на палубі одне чи два ваа-ало, або невеликі рибальські каное, якщо потрібно.

## Будівництво

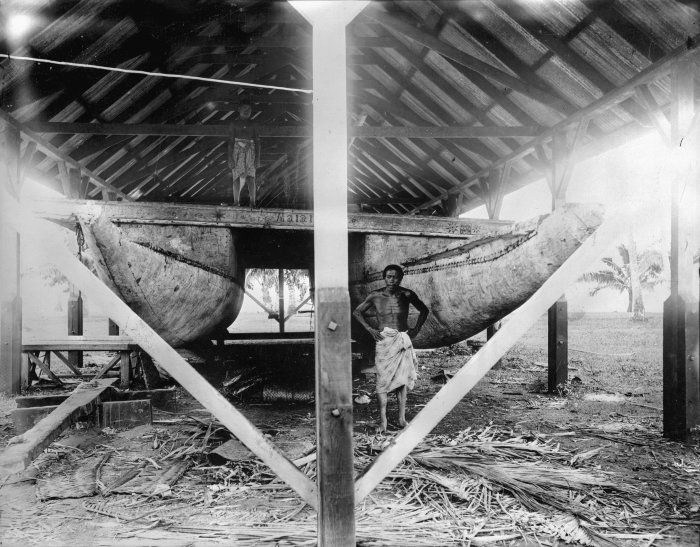
Vaʻa tele (великий Vaʻa) або ʻalia з подвійним корпусом, Самоа, близько 1910 р.

Корпус невеликих ваʻа може бути довбанкою, тобто видовбаний з єдиного стовбура великого дерева, до якого пізніше прикріплюється аутригер. Інші види полінезійського будівництва включають «зшивання» дерев'яних дошок разом зі спеціальними шнурами та мотузками, різновидом ручного виготовлення сенніту, важливого в матеріальній культурі людей Океанії .

## Інші значення
Ва'а (Vaʻa) також є прізвищем на островах Самоа та може стосуватися:
- Ерл Ва'а (нар. 1976), самоанський регбіст
- Джастін Ва'а (нар. 1978), самоанський регбіст